# 工藤将亮
工藤 将亮（くどうまさあき、1983年10月31日 - ) は、日本の映画監督・脚本家。

## 経歴
ビジュアルアーツ専門学校大阪、放送映画学科卒業。専門学校在籍中に京都の撮影所でエキストラや美術のバイトなどで働き出す。卒業後、松竹京都撮影所に演出部として入社。時代劇からファンタジー作品など数多くの作品に携わる。その後、東京に移り活動の場を広げる。主に師事した監督として森田芳光、行定勲、石井岳龍、東陽一などがいる。
2017年初監督作品「アイムクレイジー」を製作。同作は2018年第22回プチョン国際ファンタスティック映画祭に出品され、最優秀アジア映画賞(NETPAC賞）を受賞する。
2020年コロナ禍の中で製作した「未曾有」が2021年第25回タリンブラックナイト映画祭に正式出品される。
三作目「遠いところ」は、チェコで開催される第56回カルロヴィ・ヴァリ国際映画祭でコンペティションに選出されたほか、同年の第23回東京フィルメックスで観客賞を受賞。翌2024年1月には、第37回高崎映画祭で新進監督グランプリと最優秀新人俳優賞（花瀬琴音）を受賞し、さらに3月には第5回大島渚賞の受賞が発表された。

## 作品

### 映画
- アイムクレイジー(2019年、ザフール）–監督・脚本
- 未曾有(公開未定、アレン）–監督・脚本・編集・共同プロデューサー
- 遠いところ(2023公開予定、ザフール/アレン）–監督・脚本・編集

### テレビ
- ワカコ酒 Season 2 「第7話」「第8話」(2016年、BSジャパン、テレビ東京）–監督

### ミュージックビデオ
- クリスマス/サニーデイ・サービス(2017年、12月25日）–監督・脚本・編集・製作

#### 助監督
- 闘茶〜Tea Fight〜(2008、ムービーアイ）–助監督
- アルカナ(2013年、日活）–助監督
- うつくしいひと（2016年、セカンドサイト）–助監督
- 幼な子われらに生まれ(2017年、ステューディオスリー）–助監督
- うつくしいひと　サバ？(2017年、セカンドサイト）–助監督

## 主な受賞
- 2018年 - 第22回プチョン国際ファンタスティック映画祭 - 最優秀アジア映画賞（『アイムクレイジー』）
- 2022年 - 第23回東京フィルメックス 観客賞（『遠いところ』）[2]
- 2024年
  - 第33回日本映画批評家大賞 新人監督賞（『遠いところ』）[3]
  - 第64回日本映画監督協会新人賞（『遠いところ』）[4]